# Floriano Arresti
Floriano Maria Arresti (* 15. Dezember 1667 in Bologna; † 1717 ebenda) war ein italienischer Organist und Komponist.

## Leben
Floriano Maria Arresti wurde in Orgelspiel und Kontrapunkt von seinem Vater Giulio Cesare Arresti unterrichtet.  Er ging 1689 nach Rom, wo er Schüler von Bernardo Pasquini und Organist der Kirche Santa Maria in Trastevere wurde. Bis 1691 war er Kapellmeister der Kollegiatkirche San Lorenzo Martire in Sant’Oreste. 1696 bat er darum, dass Amt seines Vaters als Organist der Basilika San Petronio in Bologna übernehmen zu dürfen, was ihm jedoch zunächst verwehrt wurde. Erst von 1703 an wirkte er in dieser Position. 

## Werke
Oratorien
- Abigail (Libretto: G. Santori; Roma, Oratorio del Crocifisso, 1701)
- Mater Machabaeorum (Libretto: F. M. Lorenzini; Roma, Oratorio del Crocifisso, 1704)
- La decollazione del santo precursore Giovanni Battista (Libretto: G. B. Grappelli; Bologna, Casa Orsi, 1708)
- Zoe e Nicostrato convertiti da s. Sebastiano martire (Libretto: G. B. Taroni; Bologna, chiesa della confraternita dei SS. Sebastiano e Rocco, 1708 und 1710)
- Il zelo trionfante di s. Filippo Neri nella conversione dell’anime traviate (Bologna, Oratorio dei Filippini, 1710)
- Giuditta (Bologna, Oratorio dei Filippini, 1717)
- Jezabelle (mit Giacomo Cesare Predieri, Libretto: G. B. Neri; Bologna, Oratorio dei Filippini, 1719)

Opern
- L’enigma disciolto (Libretto: G. B. Neri; Bologna, Teatro Formagliari, 1710; Lugo 1711)
- Con l’inganno si vince l'inganno (Bologna, Teatro Angelelli, 1710)
- Crisippo (Libretto: G. Braccioli; Ferrara, Teatro Bonaccossi, 1710; Bologna, Teatro Angelelli, 1710)
- La costanza in cimento con la crudeltà (Libretto: G. Braccioli; Venezia, Teatro S. Angelo, 1712; Bologna, Teatro Marsigli-Rossi, 1715)
- Il trionfo di Pallade in Arcadia (Libretto: O. Mandelli; Bologna, Teatro Marsigli-Rossi, 1716)

Kantaten
- Vedi che cara pena
- Sdegno ed amor in me
- Agitato il cor mi sento
- Se per voi seno adorato

Instrumentalmusik
- Ricercare in G-Dur